# Cortes (Espanha)
Cortes é um município da Espanha
na província e comunidade autónoma de Navarra. Tem 36,54 km² de área e em 2021 tinha 3 164 habitantes (densidade: 86,6 hab./km²).

## Demografia
| Variação demográfica do município entre 1991 e 2004 | Variação demográfica do município entre 1991 e 2004 | Variação demográfica do município entre 1991 e 2004 | Variação demográfica do município entre 1991 e 2004 |
| --------------------------------------------------- | --------------------------------------------------- | --------------------------------------------------- | --------------------------------------------------- |
| 1991                                                | 1996                                                | 2001                                                | 2004                                                |
| 3277                                                | 3196                                                | 3227                                                | 3339                                                |